# Bíró Imre (kispap)
Bíró Imre (? – 1863) katolikus kispap.

## Élete
Miután elvégezte a gimnáziumot Aradon, felvették a Csanád egyházmegyei kispapok közé, és mint ilyen fiatalon halt meg.
VIII. osztályos gimnáziumi tanulóként szerkesztette a Zsenge mutatványok az Aradi nagygymnasium fölsö osztályainak közremunkálásával című gyűjteményt (Arad, 1859), melyben 20 verse jelent meg. Írt és fordított verset s prózát a Hölgyfutárba (1859–61), Képes Ujságba (1859–60), Nefelejtsbe (1859–1860, 1862), Aradi Hiradóba (1859), Családi Körbe (1860–61), Népujságba (1860), Divatcsarnokba (1860) és Nővilágba (1861.)